# Даніель Аврамовський
Даніель Аврамовський (мак. Даниел Аврамовски, нар. 20 лютого 1995, Скоп'є) — македонський футболіст, півзахисник турецького клубу «Кайсеріспор» та національної збірної Північної Македонії.

## Клубна кар'єра
У дорослому футболі дебютував 2010 року виступами за команду «Работнічкі» з рідного міста Скоп'є, в якій не зумів стати основним гравцем, взявши участь лише у 12 матчах в усіх турнірах, через що протягом сезону 2013/14 років на правах оренди захищав кольори клубу «Македонія Гьорче Петров».
У липні 2014 року Аврамовський підписав контракт на три роки з сербською «Црвеною Звездою», але і тут основним гравцем не став, тому на сезон 2015/16 був відданий в оренду в іншу белградську команду ОФК, а у грудні 2016 року розірвав контракт і став вільним агентом.
20 грудня 2016 року Аврамовський переїхав до Словенії та підписав угоду на три з половиною роки з «Олімпією» (Любляна). До кінця сезону 2016/17 він зіграв 9 ігор за клуб в усіх турнірах, після чого влітку 2017 року повернувся до Сербії, провівши наступний сезон в оренді у «Воєводині».
На початку 2019 року Даніель став гравцем македонського «Вардара», з яким у сезоні 2019/20, достроково завершеним через пандемію коронавірусу, став найкращим бомбардиром чемпіонату з 11 голами і допоміг команді виграти чемпіонство.
В серпні 2020 року Аврамовський став гравцем турецького «Кайсеріспора». Станом на 27 травня 2021 року відіграв за команду з Кайсері 24 матчі в національному чемпіонаті.

## Виступи за збірні
2011 року дебютував у складі юнацької збірної Македонії (U-17), загалом на юнацькому рівні взяв участь у 3 іграх, відзначившись 2 забитими голами.
Протягом 2014—2019 років залучався до складу молодіжної збірної Македонії. На молодіжному рівні зіграв у 12 офіційних матчах.
18 червня 2014 року дебютував в офіційних іграх у складі національної збірної Македонії у товариському матчі проти збірної Китаю (0:2).
У травні 2021 року Аврамовський був включений до заявки збірної на дебютний для неї чемпіонат Європи 2020 року.

## Титули і досягнення
- Чемпіон Македонії (1):

«Вардар»: 2019/20

### Індивідуальні
- Найкращий бомбардир чемпіонату Македонії: 2019/20 (11 голів)